# Habenaria malaisseana
Habenaria malaisseana är en orkidéart som beskrevs av Daniel Geerinck. Habenaria malaisseana ingår i släktet Habenaria och familjen orkidéer. Inga underarter finns listade i Catalogue of Life.